# جان جيروم
جان جيروم (بالفرنسية: Jean Jérôme)‏ هو سياسي فرنسي، ولد في 12 مارس 1906 في أوكرانيا، وتوفي في 1 مايو 1990 في سويسرا. حزبياً، نشط في الحزب الشيوعي الفرنسي.